# 丹尼尔·金西
丹尼尔·金西（英語：Daniel Kinsey，1902年1月22日—1970年6月27日），美国男子田径运动员，主攻跨栏。他曾代表美国参加1924年夏季奥林匹克运动会田径比赛，获得男子110米栏金牌。